# (3094) Chukokkala
(3094) Chukokkala (1979 FE2) – planetoida z grupy pasa głównego asteroid okrążająca Słońce w ciągu 4,31 lat w średniej odległości 2,65 j.a. Odkryta 23 marca 1979 roku.